# The Egret Hunter
The Egret Hunter er en amerikansk stumfilm fra 1910.